# Diabira
Pour les articles homonymes, voir Diabira (homonymie).
 (octobre 2015).
Si vous disposez d'ouvrages ou d'articles de référence ou si vous connaissez des sites web de qualité traitant du thème abordé ici, merci de compléter l'article en donnant les références utiles à sa vérifiabilité et en les liant à la section « Notes et références ».

(Diabira est d'une villages Cercle de Diangounté)

Diabira est d'une commune malienne, située dans le chef-lieu du cercle de Diangounté, et dans la nouvelle région de Nioro du Sahel.

## Géographie
Diabira est une nouvelle commune du cercle de Diangounté 
Diabira est limité au Nord par Bagamabougou, au Sud par le village de Boulés, commune de Fatao, à l'Est par la commune de Madiga et à l'Ouest par la commune de Fatao.
Le village est naturellement divisé en deux par une grande route. Chaque partie est considérée comme un quartier.
Au milieu du village, il y a une mosquée et un grand arbre : ce lieu est considéré comme la place publique.

## Histoire
Diabira Guidiera est fondé en 1881 par les anciens cultivateurs venant de Fataou, qui venaient cultiver pendant l’hivernage et repartaient après la saison des pluies. À cause des multiples déplacements des habitants de Fatao vers l’Ouest, les cultivateurs de Diabira ont vu la nécessité de fonder un hameau de culture près de leurs champs. C’est ainsi qu’ils ont fondé Diabira deux ans après l’installation de Fatao derrière la colline de Fataou  (troisième et dernier déplacement).
Les premiers habitants de Diabira furent les Diagouraga et les Konté. Après une longue durée, étant un hameau de culture de Fatao, il est aujourd’hui l’un des quartiers principaux de la commune urbaine de Fatao. Indépendant en 1999 après une longue histoire de mésententes entre les habitants de Diabira et ceux de Fatao, Diabira est aujourd’hui l'un des principaux quartiers de la commune urbaine de Fatao.

## Vie politique
Indépendant depuis 1999, sous la gestion du maire de la commune urbaine de Fatao, Diabira est dirigé par un chef de village. Ce dernier n’est pas élu par élection. Le plus vieil homme de la famille Diagouraga ou de la famille Konté est nommé comme chef de village après le décès d’un autre. La chefferie n’est pas mandataire, mais pour la vie du chef. Après le décès d’un chef, avant la nomination d’un autre, le plus vieux de la famille Konté sera élu comme chef de village par intérim.
Beaucoup de chefs se sont succédé avant l’indépendance. Mais après l’indépendance, ils se sont succédé comme suit : Kassé Diagouraga qui fut le premier chef de Diabira indépendant ; Madikoudjèye Diagouraga, Hatoumakan Kassé Diagouraga, Demba Diagouraga et Makan konté dit (Saki Bakore), Demba Konté qui est l’actuel chef du village depuis février 2022.
Le chef de village est aidé dans la gestion du village par des conseillers. Le chef de village ne peut pas prendre une décision unilatérale : il doit consulter et demander l’avis de ses conseillers avant de prendre une décision. Les conseillers sont de vieux hommes occupant de bonnes positions sociales, représentant des clans qui sont sages et respectueux et sont choisis par les chefs des clans. Ils informent le chef de village, contrôlent son pouvoir et font des débats pour arriver à des décisions unanimes. Si l’unanimité n’est pas atteinte à l’assemblée générale du village, les chefs de famille sont appelés pour débattre des problèmes et la décision de la majorité sera appliquée. Les conseillers sont choisis par les clans, chaque clan est représenté par un conseiller dans le bureau. En plus des institutions nationales, les villageois ont leurs propres institutions législatives et judiciaires gérées par le chef de village et ses conseillers.

## Population et société

### Éducation
Juste après l’indépendance, en octobre 1999, une école a été créée à Diabira et nommée « École fondamentale de Diabira 1er cycle ». Une trentaine d’élèves ont été inscrits. Le premier enseignant fut Mohamed Konté. La première salle de classe du village était construite en herbe dans la partie Nord du village. Aujourd’hui ladite école est constituée de six salles de classe construites en ciment dans la partie Ouest du village. Les directeurs de l’École Fondamentale de Diabira sont : Mohamed Konté, Adama Moro Cissé, Abdoulaye Sidibé…
En 2010, une école coranique a été créée. Les apprenants ont commencé leurs études dans la famille de l’imam. Elle est constituée des six premières classes. Elle est construite en terre crue banco pour la première construction. Ici, le premier enseignant est Karamoko Moussa Konté.

### Santé
La santé est assurée à Diabira par une clinique. Le centre de santé de Diabira a été construit par les villageois et inauguré par le maire de la commune urbaine de Fatao. Cette clinique est constituée d’une salle de visite, d’une salle de traitement, une salle d’accouchement, une pharmacie et quelques chambres de patients. Le premier infirmier est Adama Soumaré et la première sage-femme est Ballo Aminata. La clinique de Diabira est située entre les deux écoles.

## Économie
Agriculture
L’agriculture est l’activité principale de Diabira. Elle est pratiquée par plus de 95 % de la population. Cette agriculture est saisonnière : elle n’est possible que pendant la saison des pluies qui ne dure que trois mois. Elle aussi vivrière et extensive, c’est-à-dire que les agriculteurs produisent surtout pour se nourrir. Les uns utilisent des charrues tirées par des bœufs, chevaux ou ânes, et les autres des daba à la main (généralement utilisées par des femmes). La plupart des habitants vivent des produits agricoles internes qui sont : le mil, l’arachide, le maïs, le haricot, etc.
Élevage
Pratiqué par une bonne partie de la population, l’élevage est la seconde activité du village. L’élevage est aussi extensif tout comme l’agriculture. La plupart des éleveurs sont les Peuhls et les Maures. Les Soninkés sont généralement des éleveurs domestiques. Le côté Ouest du village est complètement réservé aux éleveurs pour leur servir de pâturage. Pendant la saison pluvieuse, les Peuhls s'éloignent du village pour s’installer dans la brousse avec leurs troupeaux. Ils s’approchent du village juste après les récoltes des agriculteurs pour avoir accès aux puits. Seuls les puits du côté Ouest sont réservés aux éleveurs. Les éleveurs élèvent des bovins, des ovins, des caprins, etc.
Basses-cours
Très peu pratiquée dans des concessions, la basse-cour n’est pas totalement une activité économique à Diabira. Les oiseaux de la basse-cour sont : les poules, les pigeons, les pintades, les canards…